# Victor Lustig
Victor Lustig, född 4 januari 1890 i Böhmen, död 11 mars 1947 i Springfield, Missouri, var en lurendrejare som blev känd som "mannen som sålde Eiffeltornet två gånger". Han kallade sig själv "greve von Lustig". Under sin karriär bytte han namn 22 gånger och arresterades 45 gånger.

## De första bedrägerierna
Lustig, som kunde tala flera språk, emigrerade till Amerika men upptäckte att det var så lätt att lura fartygspassagerarna på pengar, att han åkte turen över Atlanten mellan Paris och New York flera gånger.
Hans första bedrägeri var att sälja en maskin för att kopiera sedlar. Han demonstrerade maskinens kapacitet och beklagade att det tog sex timmar att tillverka en 100-dollarssedel. Kunden som såg stora vinster köpte maskinen för 30 000 dollar. Under de följande 12 timmarna lyckades maskinen tillverka ytterligare två 100-dollarssedlar, men sedan kom bara blanka papper. Kunden insåg att han hade blivit lurad men Lustig hade då flytt till en annan stad under en ny identitet.

## Eiffeltornskuppen
1925 läste Lustig om hur det blomstrande Paris hade problem att underhålla Eiffeltornet och han fick då idén att sälja det som skrot. 
Lustig anlitade en förfalskare som ordnade papper som visade att han ingick i regeringen och han sammankallade därefter sex skrothandlare till ett hemligt möte för att diskutera en affärsuppgörelse. Lustig presenterade sig för männen som tillförordnad generaldirektör för Post- och telegrafstyrelsen. Han förklarade att han hade blivit utvald för uppdraget tack vare sitt goda rykte som affärsman.
Han berättade för skrothandlarna att den övre delen av Eiffeltornet var så förfallen att staden inte längre kunde underhålla det, utan ville istället sälja det som skrot. På grund av de troliga folkliga protesterna mot beslutet insisterade han på att försäljningsplanerna skulle hållas hemliga tills affären var genomförd. Lustig sade att han hade fått ansvaret att välja ut köparen.
Lustig hyrde en limousin för att föra männen till Eiffeltornet för inspektion, vilket gav honom möjlighet att bestämma vem av männen som var mest entusiastisk och godtrogen. Han begärde att få in anbud redan nästa dag och påminde skrothandlarna om att affären var en statshemlighet, men Lustig hade redan utsett köparen, Andre Poisson. Poisson var osäker och kände att han inte tillhörde Paris affärslivs inre krets men trodde att om han fick köpa Eiffeltornet så skulle han lyckas.
Poissons fru var dock misstänksam över Lustig, hemlighetsmakeriet och att allt skulle ske så snabbt. För att ta itu med hennes misstänksamhet arrangerade Lustig ett möte med paret Poisson där han bekände att han som minister inte tjänade tillräckligt med pengar för att leva det liv han skulle vilja och att detta var ett sätt att dryga ut sin inkomst. Detta innebar att hans affärer krävde en viss diskretion. Poisson förstod direkt eftersom han hade affärer med en annan korrupt regeringstjänsteman som ville ha mutor och han hade inga problem att handskas med sådana människor.
Lustig fick alltså inte bara betalt för Eiffeltornet, utan han fick även en muta. Lustig och hans personlige sekreterare, den amerikanske lurendrejaren Robert Arthur Tourbillon, kallad "Vackre Dan Collins", tog snabbt tåget till Wien med en resväska full med pengar. Ingenting hände eftersom Poisson skämdes för mycket för att vilja polisanmäla händelsen. En månad senare återvände Lustig till Paris för att sälja tornet ytterligare en gång.
Denna gång gick offret till polisen innan affären var avslutad. Kommissarien beordrade sina mannar att ofördröjligen gripa Lustig, men denne och Collins lyckades undvika att bli arresterade.

## Förbindelser med Al Capone
Lustig kom i kontakt med Al Capone och lyckades övertyga honom att investera 50 000 dollar i en aktieaffär som innebar att pengarna skulle fördubblas på två månader. Lustig var dock inte ute efter att lura Capone på pengar utan ville bara vinna maffiabossens förtroende. Han förvarade därför Capones pengar i ett bankfack i två månader och återlämnade sedan pengarna och förklarade att affären hade misslyckats. Capone blev imponerad av Lustigs ärlighet och gav honom 5 000 dollar för besväret. Det skulle leda till ett längre samarbete mellan dem båda.
Hans förbindelser med Caponeligan ledde honom in i falskmynteri. 1934 arresterades Lustig av federala poliser för pengaförfalskning. Dagen innan rättegången lyckades han fly från häktet på Tombsfängelset i New York men fångades 27 dagar senare i Pittsburgh, Pennsylvania, där han hade skaffat sig sin 23:e identitet, pensionären Robert Miller. Lustig förklarade sig skyldig till att ha förfalskat 134 miljoner dollar och dömdes till 20 års fängelse på fängelseön Alcatraz. 9 mars 1947 fick han lunginflammation och avled två dagar senare på Medical Center for Federal Prisoners i Springfield.